# Кунце, Отто
О́тто Ку́нце (нем. Karl Ernst Otto Kuntze; 1843—1907) — немецкий ботаник и путешественник, известный своими попытками в корне реформировать ботаническую таксономию.

## Краткая биография
По первому образованию Отто Кунце был аптекарем.
В 1863—1866 годах он работал в области коммерции в Берлине, путешествовал по Центральной Европе и Италии. В 1868—1873 гг. был владельцем фабрики по производству эфирных масел. В 1874—1876 годах путешествовал по свету, побывал на Карибских островах, в США, Японии, в Китае, Юго-Восточной Азии, на Аравийском полуострове и в Египте. Дневник путешествий был опубликован в 1881 году под названием «Around the World» («Вокруг света»).
С 1876 по 1878 год изучал естественные науки в Берлине и Лейпциге, докторскую диссертацию защитил в Фрайбурге — это была монография о роде Хинное дерево (Cinchona).
В 1886 году Кунце посетил российскую Переднюю Азию, а 1887—1888 годы провёл на Канарских островах. Результаты обоих путешествий стали частью его главной работы — трёхтомного труда Revisio Generum Plantarum, опубликованного в 1891 году и основанного на анализе собранной им во время путешествий ботанической коллекции. Эта работа вызвала шок и непонимание в научном мире, поскольку Кунце в ней полностью изменил существовавшую ботаническую таксономию.
В начале 1890-х он уехал в Южную Америку и был почти во всех странах этого региона. В 1894 году он путешествовал по Южной Африке, в том числе посетил немецкие колонии.
В 1904 году он посетил Австралию, Новую Зеландию, Цейлон, Самоа, Гавайи и США.
В 1905 году на Втором международном ботаническом конгрессе в Вене его революционные идеи в области ботанической номенклатуры снова не нашли понимания среди учёных.
В честь Отто Кунце названы многие ботанические таксоны.
В работах Кунце было описано более пятисот родов растений и огромное количество видов, вероятно, несколько десятков тысяч.

## Научные работы
- Taschen-Flora von Leipzig. — Leipzig, 1867.
- Rubus-Reform deutscher Brombeeren. — 1867.
- Cinchona. — Haessel, 1878. (нем.)
- Um die Erde. — Leipzig, 1881.
- Plantae orientale-rossica. — 1887.
- Revisio generum plantarum. — Leipzig, A. Felix (в трёх частях ч.1 — 1891, ч.2 — 1891, ч.3 — 1893.) (нем.)
- Geogenetische Beiträge. — Druck von Gressner & Schramm, 1895.
- Lexicon generum phanerogamarum inde ab anno MDCCXXXVII: 1902.